# Armada (Michigan)
Armada è un villaggio degli Stati Uniti d'America, situato nella Contea di Macomb dello stato del Michigan. La città si trova all'interno della township di Armada.

## Storia
Nel 1825, John Proctor fece il primo acquisto di terra documentato nella zona. Fino al 1832, altre ventitré famiglie avevano acquistato appezzamenti di terra e la zona era parte della township di Ray. In quel periodo, venne organizzata una votazione per votare sulla possibilità di creare una nuova township: l'esito della votazione dichiarò la creazione della township di Armada.
Il villaggio, originariamente noto come Burke's Corners, venne fondato da Elijah Burke nel 1833. Il villaggio prosperò quando, negli anni trenta dell'Ottocento, venne creato il percorso indiano noto oggi come Armada Ridge Road. La strada diventò presto parte della rete di trasporto che collegava Romeo e Port Huron.
Burke's Corners venne brevemente rinominata Honeoye, in onore dell'omonima città dello Stato di New York, patria dei nuovi arrivati in città. Il villaggio ricevette il nome di Armada quando venne incorporato alla fine degli anni sessanta dell'Ottocento. Fino ad allora, il villaggio aveva raggiunto gli 800 abitanti.

## Geografia fisica
Secondo lo United States Census Bureau, il villaggio si estende su un'area di 1,97 km² (0,76 mi²).

## Società

### Evoluzione demografica
Al censimento del 2000 la città contava 1 573 abitanti, passati a 1 730 nel 2010.